# Campeonato Europeu de Patinação Artística no Gelo de 1904
O Campeonato Europeu de Patinação Artística no Gelo de 1904 foi a décima edição do Campeonato Europeu de Patinação Artística no Gelo, um evento anual de patinação artística no gelo organizado pela União Internacional de Patinação (em inglês:  International Skating Union) onde os patinadores artísticos competem pelo título de campeão europeu. A competição foi disputada entre os dias 16 de janeiro e 17 de janeiro, na cidade de Davos, Suíça.

## Eventos
- Individual masculino

## Medalhistas
| Evento                        | Ouro                    | Prata                  | Bronze                 |
| Individual masculino detalhes | Ulrich Salchow · Suécia | Max Bohatsch · Áustria | Nikolai Panin · Rússia |

## Resultados

### Individual masculino
| Pos.              | Nome             | Nacionalidade |
| ----------------- | ---------------- | ------------- |
| Medalha de ouro   | Ulrich Salchow   | Suécia        |
| Medalha de prata  | Max Bohatsch     | Áustria       |
| Medalha de bronze | Nikolai Panin    | Rússia        |
| 4                 | Martin Gordan    | Alemanha      |
| WD                | Heinrich Burger  | Alemanha      |
| WD                | Madge Syers-Cave | Reino Unido   |

## Quadro de medalhas
| Ordem | País    | Medalha de ouro | Medalha de prata | Medalha de bronze |   | Ordem por total |
| ----- | ------- | --------------- | ---------------- | ----------------- | - | --------------- |
| 1     | Suécia  | 1               |                  |                   | 1 | 1               |
| 2     | Áustria |                 | 1                |                   | 1 | 1               |
| 3     | Rússia  |                 |                  | 1                 | 1 | 1               |
| TOTAL | TOTAL   | 1               | 1                | 1                 | 3 | —               |